# Maria Tănase
Maria Tănase (25. september 1913 – 22. juni 1963) var en rumænsk sangerinde og skuespillerinde.
I en vidtspændende kunstnerisk karriere udmærkede Maria Tănase sig både som teater- og film-skuespillerinde, som operettesangerinde og musicalstjerne. Men det var som fortolker af viser og folkesange hun opnåede ikonstatus i sit hjemland. Kendt for sin kraftfulde, stolte og sårbare sangstemme er hun blevet kaldt Rumæniens Edith Piaf. Maria Tănase døde i 1963 af lungekræft.